# Régiment d'infanterie finlandais 200
Le régiment d'infanterie finlandais 200 (en finnois : Jalkaväkirykmentti 200, JR 200) (en estonien : Jalaväerügement 200, JR 200) ou soomepoisid (Finnish Boys) est une unité de l'armée finlandaise pendant la Seconde Guerre mondiale composée principalement de volontaires estoniens, qui préféraient se battre contre l'Union soviétique dans les rangs de l'armée finlandaise au lieu des forces armées allemandes.

## Contexte
En septembre 1939, l'Union soviétique entre dans la Seconde Guerre mondiale en envahissant d'abord la Pologne par l'est, puis en occupant de facto les États baltes. En août 1940, la république d'Estonie est officiellement annexée par l'Union soviétique. Au cours de l'année suivante, des milliers d'Estoniens sont arrêtés, exécutés ou envoyés dans le système des camps de concentration soviétiques en Russie. Après le début de l'opération Barbarossa le 22 juin 1941, les autorités soviétiques d'Estonie occupée, en violation du droit international, ont contraint environ 30 000 Estoniens au service de l'armée rouge en retraite. Bien qu'au départ, les Allemands aient été perçus comme des libérateurs de l'URSS et de ses répressions par la plupart des Estoniens qui espéraient le rétablissement de l'indépendance du pays, la population s'est vite rendu compte qu'ils n'étaient qu'une autre puissance occupante. Cependant, en gardant à l'esprit les atrocités russes, pendant les premiers stades de l'occupation allemande, de nombreux jeunes hommes estoniens se sont portés volontaires pour les unités estoniennes au sein de l'armée allemande pour lutter contre l'Union soviétique. En 1944, l'Estonie, avec la Lettonie, devint l'un des deux seuls pays non germanophones occupés par l'Allemagne où une mobilisation générale de la conscription fut menée par les autorités professionnelles.
Dans ce contexte, rejoindre les forces armées de la Finlande, une nation apparentée, semblait une alternative raisonnable pour ceux qui souhaitaient se battre pour la liberté de l'Estonie et contre l'avancée de l'Armée rouge, mais qui, pour des raisons idéologiques ou des griefs historiques, n'étaient pas disposés à le faire en portant l'uniforme allemand. Pendant la guerre d'indépendance estonienne, quelque 2 000 volontaires finlandais sous la direction de leur commandant estonien Hans Kalm avaient, à un moment crucial, contribué à inverser le cours de la guerre et à mettre en déroute l'armée rouge qui envahissait. Les volontaires estoniens de l'armée finlandaise, pour indiquer leur dette d'honneur, ont choisi « Pour la liberté de la Finlande et l'honneur de l'Estonie » comme devise.

## Service dans les forces armées finlandaises

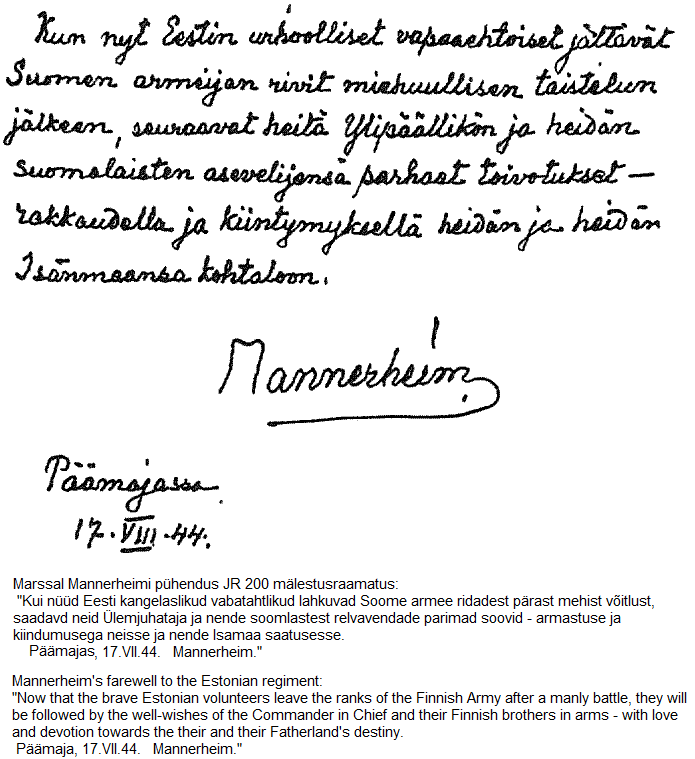
Salut d'adieu du maréchal Mannerheim aux volontaires estoniens en août 1944.

Alors qu'il y avait déjà eu de nombreux volontaires estoniens dans l'armée finlandaise pendant la guerre d'Hiver, les premiers hommes du JR 200 traversèrent le golfe de Finlande au début du printemps 1943. Un voyage périlleux les attendaient, car le golfe était embrasé par la guerre et ravagé par les tempêtes, et les autorités allemandes ne permettait pas aux Estoniens de passer en Finlande, mettant également les autorités finlandaises dans une position délicate. Le premier lot de volontaires forma le troisième bataillon du régiment d'infanterie 47. À l'automne de la même année, lorsque les autorités allemandes mirent en service les personnes nées en 1925, d'autres volontaires arrivèrent d'Estonie. Les volontaires traversèrent le golfe de manière indépendante ou avec l'aide des « faucons » (en finnois : haukat). Les « faucons » étaient des volontaires estoniens travaillant pour le S-office qui faisait partie des services secrets du quartier général finlandais. Les faucons étaient équipés de vedettes rapides et nombre d'entre eux avaient servi dans l'unité de reconnaissance Erna, également composée de volontaires estoniens, au tout début de l'opération Barbarossa.
Le 8 février 1944, le maréchal finlandais Mannerheim ordonna la formation du régiment de volontaires estonien, le régiment d'infanterie 200. Le régiment se composait de deux bataillons d'infanterie de quatre compagnies (compagnies 1 à 8), la 13e compagnie de mortiers et la 14e compagnie antichar. Le 4 mai 1944, la force était composée de 1 973 Estoniens et 361 Finlandais, dont 67 officiers et 165 sous-officiers. Le régiment participa aux batailles défensives de l'été 1944 sur le front finlandais. Ils furent envoyés au front, le 10 juin 1944, dans le cadre de la 10e division finlandaise, et prirent position autour de la baie de Viipuri. Le régiment devint connu sous le nom de « Les fils de la Finlande » (finnois: Suomen-pojat, estonien : soomepoisid).

## JR 200 en Estonie
En août 1944, les Allemands commencent leur retrait d'Estonie. La guerre en Finlande étant presque terminée, les hommes du régiment d'infanterie 200 souhaitent retourner en Estonie et poursuivre leur combat. Aleksander Warma (en), ambassadeur d'Estonie en Finlande, annonce que le Comité national de la République estonienne a envoyé un télégramme diffusé sur la Yleisradio le 1er août disant : « Les Estoniens rentrent chez eux ! ». Il annonce ensuite que le régiment serait dissous et que les volontaires seraient libres de rentrer chez eux. Un accord est conclu avec les Allemands et les Estoniens se voient promettre une amnistie s'ils reviennent.
Les hommes voulaient revenir armés et en tant qu'unité, mais la question de savoir si leurs souhaits seraient suivis était une autre question. L'incertitude de la situation rendit la décision difficile, mais 9 sur 10 décidèrent de revenir. Dès leur débarquement, le régiment est envoyé pour effectuer une contre-attaque contre le 3e front balte soviétique, qui réussit une percée sur le front de Tartu et menaça la capitale Tallinn .